# Beuna
Beuna (Geisetal) is een voormalige gemeente in de Duitse deelstaat Saksen-Anhalt, en maakt deel uit van de Landkreis Saalekreis.
Beuna (Geiseltal) telt 1029 inwoners. Sinds 1 januari 2009 maakt Beuna (Geisetal) deel uit van de stad Merseburg.